# Batu Karang
Batu Karang is een bestuurslaag in het regentschap Sampang van de provincie Oost-Java, Indonesië. Batu Karang telt 2737 inwoners (volkstelling 2010).